# Municipalité de Hidalgo
Hidalgo est une des 39 municipalités de l'état de Durango, au Mexique. Elle est située au nord. Son chef-lieu est Villa Hidalgo.
Son économie repose sur l'agriculture.